# Hoshi no Koe
Hoshi no koe (ほしのこえ?  Voces de una estrella) es una OVA de animación japonesa estrenada en el año 2002. Su duración es de unos veinticinco minutos.
Hoshi no koe fue creada prácticamente por un solo hombre: Makoto Shinkai. Shinkai escribió, dibujó, dirigió la historia y la animó digitalmente con ayuda de su computadora a lo largo de casi un año y dos días. Incluso él y su novia pusieron las voces de los personajes en la versión original, aunque posteriormente se realizó una segunda versión con actores de doblaje profesionales. El compositor Tenmon proporcionó la música. Shinkai y Tenmon habían trabajado juntos en un estudio de videojuegos eróticos llamado minori (sic), Tenmon también puso música al corto anterior de Shinkai llamado Kanojo to Kanojo no Neko (Ella y su gato, 1999). Después compondría su más actual Kumo no mukō yakusoku no basho (Más allá de las nubes, la tierra prometida, 2004).

## Argumento
En Hoshi no koe, la Tierra está en guerra contra los tarsianos, una raza de alienígenas. Una chica de instituto, Mikako Nagamine, se alista en las Fuerzas Armadas de Naciones Unidas para pilotar un mecha (pronúnciese meca) gigante. Pronto tiene que abandonar la Tierra y a su amigo Noboru Terao. A medida que el ejército sigue a los tarsianos en su retirada, Mikako se aleja cada vez más de Noboru, y por tanto los mensajes de texto que Mikako manda a la Tierra con su teléfono móvil tardan cada vez más en llegar a su destino. Al final, los mensajes tardan ocho años, pero Noboru sigue esperando la vuelta de Mikako. El argumento de Hoshi no koe se centra en el vínculo que existe entre los dos en su relación a muy larga distancia, más que en las batallas espaciales en que Mikako debe luchar.
- Datos: Q264812